# Scolopendra
Pour les articles homonymes, voir Scolopendre.
Genre
Scolopendra, communément appelée une scolopendre, est un genre de myriapodes chilopodes de la famille des Scolopendridae. Les scolopendres sont des chasseurs nocturnes parfois venimeux.

## Dénominations
Le nom vient du grec ancien σκολόπενδρα, [skoˈlό.pen.ðɾa] « dos durci », mais qu'une erreur latine remontant au moyen-âge traduit dans de nombreuses sources secondaires par mille-pattes (en grec myriapoda de μυρίος [muríos] « innombrable », et πούς [poús], au génitif ποδός [podós] « pied »). Il ne faut pas le confondre avec la scutigère, qui est aussi un mille-pattes prédateur nocturne, mais morphologiquement différent.

## Caractéristiques

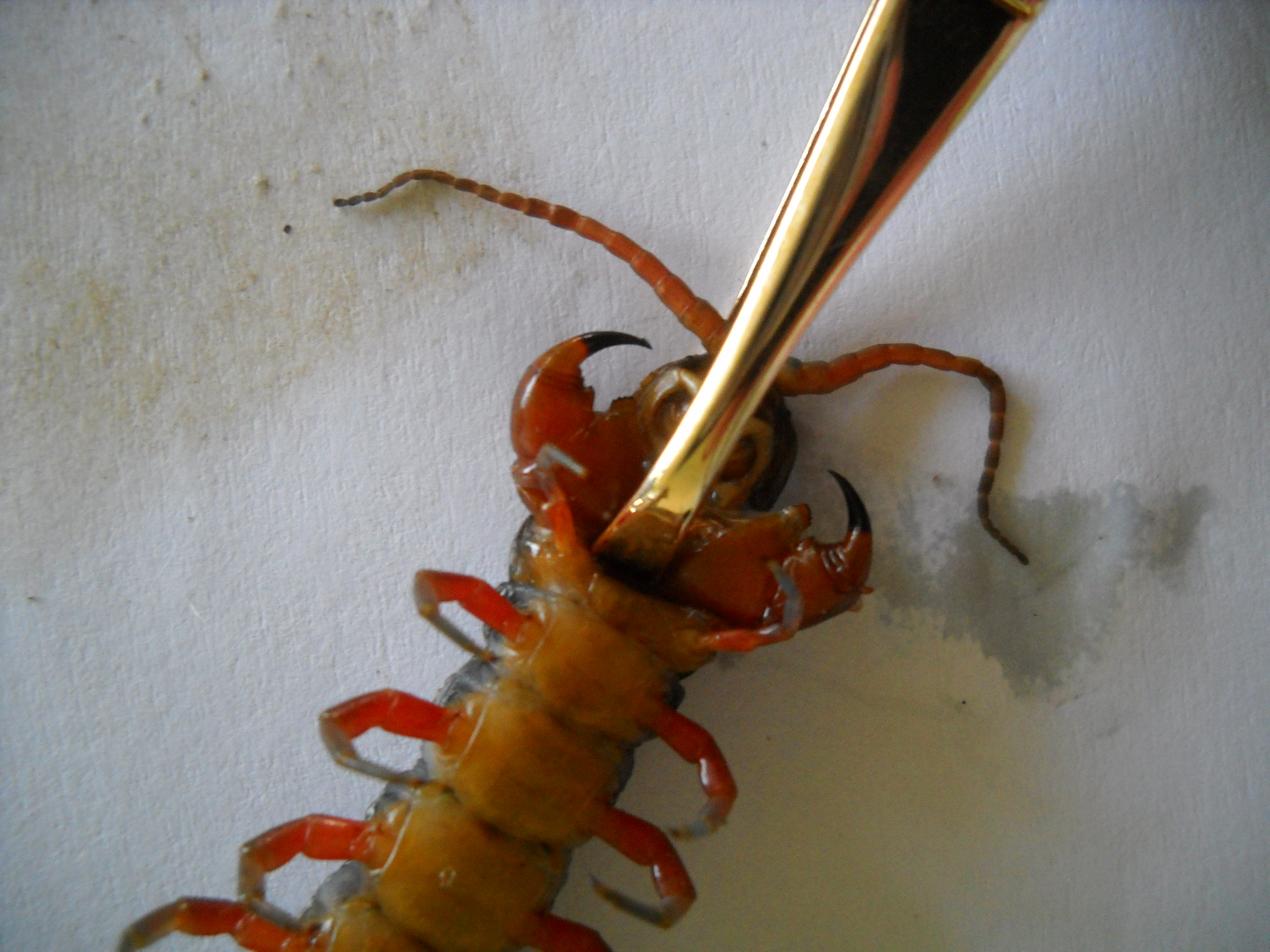
Vue ventrale de la partie antérieure d'une scolopendre montrant ses forcipules (crochets à venin).

Ce sont des animaux nocturnes, aimant l'ombre, au corps allongé, de couleurs jaune ou noir avec des barres horizontales noires sur le dos. Ils sont donc effrayés par la lumière qui les aveugle et rebroussent chemin en cas de rencontre fortuite. Ils ont la capacité de voir par les deux extrémités de leurs corps même s'il n'y a d'yeux que sur les côtés de la tête.

## Comportement
La scolopendre est une prédatrice nocturne qui se nourrit non seulement d'insectes, mais aussi parfois de petits vertébrés comme de jeunes lézards. Elle est parfois venimeuse, y compris pour l'homme, avec ses deux forcipules, crochets venimeux formés par les maxillipèdes (pattes modifiées pour la mastication des aliments) sur les côtés de son appareil buccal. À la saison de reproduction, la femelle creuse une cavité où elle pond les œufs, qu'elle protège de son corps.

## Habitat et répartition
Les scolopendres, pour se protéger de la chaleur et de la déshydratation, se dissimulent généralement sous des pierres et dans les crevasses du sol. Pour cette raison, on les trouvera le plus souvent dans les paysages ouverts et rocailleux. Les scolopendres sont présentes dans de nombreux biotopes. À la recherche d'abris ou de proies (lépismes, cloportes, araignées…), elles peuvent parfois pénétrer dans les maisons (principalement les sous-sols).
En Eurasie, Scolopendra cingulata est répandue sur les pourtours des mers Méditerranée, Noire et Caspienne. En Amérique du Sud, Scolopendra gigantea est l'espèce la plus grande et peut atteindre jusqu'à 30 cm de long.

## Classification
Le genre Scolopendra a été décrit par le naturaliste suédois Carl von Linné en 1758.
Scolopendra morsitans est l'espèce type pour le genre.

### Liste des espèces
| - Scolopendra abnormis Lewis & Daszak, 1996 - Scolopendra afer (Meinert, 1886) - Scolopendra alternans (Leach, 1813), endémique des Antilles, présent à Saint-Barthélemy, Saint-Martin, la Guadeloupe et la Martinique - Scolopendra andhrensis (Jangi & Dass, 1984) - Scolopendra angulata angulata (Newport, 1844) - Scolopendra angulata explorans (Chamberlin, 1914) - Scolopendra angusticollis (Murray, 1887) - Scolopendra appendiculata (Daday, 1891) - Scolopendra arborea (Lewis, 1982) - Scolopendra arenicola (Lawrence, 1975) - Scolopendra armata amancalis (Bücherl, 1943) - Scolopendra armata armata (Kraepelin, 1903) - Scolopendra arthrorhabdoides (Ribaut, 1912) - Scolopendra attemsi (Lewis, Minelli & Shelley, 2006) - Scolopendra aztecorum (Verhoeff, 1934) - Scolopendra calcarata (Porat, 1876) - Scolopendra canidens (Newport, 1844) - Scolopendra chlora (Chamberlin, 1942) - Scolopendra cingulata Latreille, 1829 - Scolopendra clavipes (C. L. Koch, 1847) - Scolopendra crassa (Templeton, 1846) - Scolopendra cretica (Attems, 1902) - Scolopendra crudelis (C. L. Koch, 1847) - Scolopendra dalmatica (C. L. Koch, 1847) - Scolopendra ellorensis (Jangi & Dass, 1984) - Scolopendra galapagoensis (Bollman, 1889) - Scolopendra gigantea Linnaeus, 1758 - Scolopendra gracillima gracillima (Attems, 1898) - Scolopendra gracillima sternostriata (Schileyko, 1995) - Scolopendra hardwickei (Newport, 1844) - Scolopendra hermosa (Chamberlin, 1941) - Scolopendra heros Girard, 1853 - Scolopendra heros arizonensis (Kraepelin, 1903) - Scolopendra hugotia (Lawrence, 1975) dit le pince-doigt - Scolopendra indiae (Chamberlin, 1914) - Scolopendra jangii (Khanna & Yadav, 1997) - Scolopendra koreana (Verhoeff, 1934) - Scolopendra laeta fasciata (Kraepelin, 1908) - Scolopendra laeta flavipes (Kraepelin, 1908) - Scolopendra laeta laeta (Haase, 1887) - Scolopendra langi (Chamberlin, 1927) - Scolopendra lutea (Attems, 1928) - Scolopendra madagascariensis (Attems, 1910) - Scolopendra malkini (Chamberlin, 1955) - Scolopendra mazbii (Gravely, 1912) - Scolopendra media (Muralewicz, 1926) - Scolopendra melionii (Lucas, 1853) - Scolopendra metuenda (Pocock, 1895) - Scolopendra mima (Chamberlin, 1942) - Scolopendra mirabilis (Porat, 1876) - Scolopendra morsitans (Linnaeus, 1758) présent dans les Antilles - Scolopendra multidens (Newport, 1844) - Scolopendra negrocapitis (Zhang & Wang, 1999) - Scolopendra nudus (Jangi & Dass, 1980) - Scolopendra octodentata (Verhoeff, 1934) - Scolopendra oraniensis (Lucas, 1846) - Scolopendra pachygnatha (Pocock, 1895) - Scolopendra paranudus (Khanna & Tripathi, 1987) - Scolopendra pentagramma (Motschoulsky, 1886) - Scolopendra pinguis (Pocock, 1891) - Scolopendra polymorpha Wood, 1861 - Scolopendra pomacea michoacana (Chamberlin, 1941) - Scolopendra pomacea pomacea (C. L. Koch, 1847) - Scolopendra punensis (Jangi & Dass, 1984) - Scolopendra robusta (Kraepelin, 1903) - Scolopendra spinipriva Bücherl, 1946 - Scolopendra spinosissima (Kraepelin, 1903) - Scolopendra subspinipes cingulatoides (Attems, 1938) - Scolopendra subspinipes dehaani (Brandt, 1840) - Scolopendra subspinipes fulgurans (Bücherl, 1946) - Scolopendra subspinipes gastroforeata (Muralevicz, 1913) - Scolopendra subspinipes japonica (L. Koch, 1878) - Scolopendra subspinipes mutilans (L. Koch, 1878) - Scolopendra subspinipes piceoflava (Attems, 1934) - Scolopendra subspinipes subspinipes (Leach, 1815) originaire d'Asie mais présent dans les Antilles - Scolopendra valida (Lucas, 1840) - Scolopendra violacea (Fabricius, 1798) - Scolopendra viridicornis nigra (Bücherl, 1941) - Scolopendra viridicornis viridicornis (Newport, 1844) - Scolopendra viridis genuina (Verhoeff, 1934) - Scolopendra viridis lagunensis (Verhoeff, 1934) - Scolopendra viridis maya (Saussure, 1860) - Scolopendra viridis storkani (Verhoeff, 1934) - Scolopendra viridis viridis (Say, 1821) - Scolopendra zuluana (Lawrence, 1958) |

Noms en synonymie
- Scolopendra puncticeps Gervais, 1847, un synonyme de Cormocephalus westwoodi
- Scolopendra violacescens Gervais, 1847, un synonyme de Cormocephalus westwoodi
- Scolopendra westwoodi Newport, 1844, un synonyme de Cormocephalus westwoodi

## Envenimation
Il arrive que des scolopendres mordent l'homme. Selon la quantité et la virulence du venin injecté, la morsure des scolopendres peut être très douloureuse, notamment celle des espèces tropicales, avec formation possible d'œdème. Le traitement est symptomatique : désinfection locale et antalgiques ; sans désinfection, il peut y avoir risque de nécrose cutanée autour de la morsure.